# De Telegraaf
De Telegraaf je nizozemský celostátní deník, který je vydáván společností Mediahuis a sídlí v Amsterdamu. Vychází ráno od pondělí do soboty (v letech 2004–2009 existovalo i nedělní vydání) a má také internetovou verzi na adrese telegraaf.nl.

## Historie
Noviny založil Henry Tindal (1852–1902) a první číslo vyšlo na Nový rok 1893. V roce 1903 se De Telegraaf spojil s listem De Courant. Za první světové války šéfredaktor Johan Christiaan Schröder a karikaturista Louis Raemaekers vehementně podporovali státy Dohody, list se proto dostal se do konfliktu s nizozemskou vládou, která prosazovala neutrální politiku. V době německé okupace za 2. světové války noviny řídil nacista Willem Sassen, De Telegraaf byl pak obviněn z kolaborace a v letech 1945 až 1949 nesměl vycházet. Po obnovení se stal majitelem textilní magnát Ruud van Puijenbroek. V červnu 1966 propukly tzv. Telegraafrellen, kdy protesty stavebních dělníků přerostly v útok na redakci novin a následovaly pouliční srážky mezi demonstranty a policií, v důsledku nepokojů rezignoval amsterdamský starosta Gijs van Hall. 
V roce 2001 měl De Telegraaf náklad 807 000 výtisků a patřil mezi deset nejprodávanějších evropských novin. Do roku 2024 náklad klesl na zhruba 430 000, stále se však jedná o nejčtenější deník v Nizozemsku.
Názorově má toto periodikum nejblíže ke konzervativní pravici. Obsahově se nachází na pomezí mezi bulvárem a seriózním tiskem: velkou část obsahu tvoří skandální články, zatímco příloha De Financieele Telegraaf je v odborných kruzích hodnocena jako velmi kvalitní. V roce 2014 deník přešel na menší formát tabloid.
Sídlo novin se stalo 26. června 2018 terčem žhářského útoku, který podle soudního výroku souvisel s články o aktivitách drogového bosse Ridouana Taghiho.